# Papilio inopinatus
Espèce
Papilio inopinatus est une espèce de lépidoptères (papillons) de la famille des Papilionidae. L'espèce est endémique des Moluques en Indonésie.

## Systématique
L'espèce Papilio inopinatus a été décrite pour la première fois en 1883 par Arthur Gardiner Butler dans Proceedings of the general meetings for scientific business of the Zoological Society of London.